# Oudard de Bournonville
Pour les articles homonymes, voir Bournonville (homonymie).
Pour les autres membres de la famille, voir Maison de Bournonville.
Oudard de Bournonville né vers 1533 et mort le 28 décembre 1585, est un seigneur des Pays-Bas espagnols et de France, issu de la maison de Bournonville, famille originaire du Boulonnais. Ses possessions sont à la fois en Picardie, française, et en Artois, dans les Pays-Bas espagnols. 
Militaire et administrateur au service de Charles Quint et de Philippe II d'Espagne, il est le premier de sa famille à accéder au titre comtal. 

## Biographie

### Famille
Oudard de Bournonville, né vers 1533, est le fils de Guy de Bournonville (mort en 1544) seigneur de Capre (commune actuelle de Tingry), Hourecq, etc. baron de Houllefort et de son épouse Anne de Ranchicourt dame de Hénin-Liétard,.
Au XVIe siècle, les Bournonville sont au service des rois de France en Picardie, mais par leurs possessions dans le Boulonnais et en Artois, ils sont en fait à la frontière entre les deux sphères d'influence espagnole et française.  

### Carrière
Oudard de Bournonville est seigneur de Capre (commune actuelle de Tingry), de Barlin, de Houllefort de Divion, de Tournes, de Bondas et du Maisnil. Il hérite de sa mère Anne de Ranchicourt les seigneuries de Ranchicourt, Hénin-Liétard et de Wasquehal.  
En 1547-1548 et en 1552, page de Charles Quint, Oudard de Bournonville fait la guerre dans le Saint-Empire,. En 1566, il est partie prenante de la pétition adressée à Philippe II appelée compromis des nobles, qui sera à l'origine de guerre de Quatre-Vingts Ans, avant de servir de nouveau dans l'armée espagnole en 1568. Il est capitaine d'une compagnie de chevau-légers et devient gouverneur de Malines en 1572. La même année, il combat en Hollande contre Guillaume Ier d'Orange-Nassau.   
En 1576, il participe à la révolte contre les Espagnols. Il est un partisan des États généraux des Pays-Bas qui le nomment gouverneur d'Arras,. Il prend part au mouvement des Malcontents en 1578-1579, mais il réussit à négocier sa soumission à l'autorité de Philippe II,.   
En effet, il conserve son poste de gouverneur d'Arras et de gouverneur général de l'Artois. Il participe au financement de la reconstruction de la charpente de la cathédrale d'Arras, incendiée en 1571 ou 1572. 
Il est chevalier lorsqu'il obtient en 1579 de Philippe II d'Espagne l'érection de son fief d'Hénin-Liétard en comté,,,, ce fief d'Hénin-Liétard étant uni pour cette érection au fief de Gouy-Servins. Aux Pays-Bas espagnols, cette époque marque le début d'une accélération de la délivrance des titres nobiliaires, jusque là pratiquée avec parcimonie par Philippe II. Oudard de Bournonville est ensuite conseiller d'État d'épée en 1579 et chef des finances en 1584,. et l'un des plus puissants seigneurs des Pays-Bas espagnols.  
Il meurt le 28 décembre 1585 et est enterré à Hénin après une imposante cérémonie de funérailles à Bruxelles,.

### Descendance
Oudard de Bournonville épouse en 1581 Marie-Christine d'Egmont fille de Lamoral d'Egmont et de Sabine de Palatinat-Simmern. Leur fils Alexandre (1585-1656) deviendra duc de Bournonville. Après la mort d'Oudard, Marie-Christine d'Egmont se remarie avec Guillaume de Lalaing puis avec Charles de Mansfeld. Elle meurt en 1622,.

### Notices biographiques
- C. A. Rahlenbeck, « Bournonville, Oudart de », dans Biographie nationale de Belgique, t. 2, Bruxelles, Académie royale des sciences, des lettres et des beaux-arts de Belgique, 1868 (lire en ligne), p. 863-864.
- (nl) Violet Soen, Vredehandel : Adellijke en Habsburgse verzoeningspogingen tijdens de Nederlandse Opstand (1564-1581), Amsterdam, Amsterdam University Press, coll. « Amsterdam Studies in the Dutch Golden Age », 2012, 345 p. (ISBN 9789089643773, lire en ligne), p. 329.